# Браћа Бајић
Томислав (1935—2018) и Андрија (1938–) Бајић су интерпретатори српске изворне и народне музике, једни од најпопуларнијих, најнаграђиванијих и најтиражнијих музичара у бившој Југославији.

## Живот и каријера
Рођени су и одрасли у селу Јабучје код Лајковца, у сиромашној, надничарској породици. Музику су заволели као деца, свирајући фрулу. На њој су учили да свирају народне песме.
Када су завршили школу и запослили се у Београду, постали су чланови КУД-ова Ђока Павловић и Градимир Михајловић, свирали су у оркестрима фруле и двојнице, певали и играли. Први трајни снимак Томислава и Андрије Бајића је настао 1956. године, а у питању је била песма Иду двоје, не познајем ко је.
Све време своје уметничке каријере остали су верни изворној народној српској песми. Антологијске су њихове интерпретације песама како што су: Иде Миле лајковачком пругом, Погледај де мала моја, Ко то каже, ко то лаже и друге. Поједине њихове песме постале су стандарди за сва времена, и оставили су велики траг у народној музици..
Њихова песма је била и лепа и духовита, а и помало саркастична. Неретко су стихови били и еротског садржаја, готово увек окренути свакодневним проблемима обичног човека. Због текстова се дешавало да им поједине песме имају забрану пуштања на радију и телевизији, а због певања нашим исељеницима на свим континентима често се дешавало да наиђу на проблеме са властима у земљи.
Иако су били естрадне звезде, живели су ван тог света, јер никада нису напуштали фирме у којима су радили све до пензионисања. Андрија је радио као конструктор алата у предузећу Борац, а Тома је био шалтерски службеник у агенцији Путник.
Томислав Бајић преминуо је 22. фебруара 2018. године у породичној кући у Београду.

## Дискографија

#### Синглови
1966 (Југотон, EPY 3542)
1. Кроз шарену баштицу
2. Рођенданска песма
3. Јарко сунце грануло
4. Момковање

1966 (Југотон, EPY 3544)
1. Колубарски вез
2. Коло из Јабучја
3. Тамнавски Поветарац
4. Самино коло

1966 Дует фрула (Југотон, EPY 3635)
1. Коло из Дубраве
2. Стара осмица
3. Колубарска Сељанчица
4. Лајковачко коло

1966 (Југотон, EPY 3665)
1. Од куће до куће
2. Уцветала башта
3. Развија се зора
4. Остављена

1967 (Југотон, EPY 3787)
1. Јесен стигла, беру винограде
2. Отвори, жено, врата
3. Ја нећу, па нећу
4. Тихо шуми река мирна

1967 Пародије (Југотон, EPY 3788)
1. По Градини месечина ко дан
2. Марамица свиленица
3. Рујна зора не свиће

E Више нисам дете
1968 Пародије (Београд Диск, EBK 0005)
1. Сад су таква настала времена
2. Аој срце, Аој душо
3. Како то, зашто то
4. Сакрио се месец

1968 (Југотон, EPY 3936)
1. Кога срце боли, нека бира сад што воли

1968 (Југотон, EPY 3936)
1. Рођенданска песма

1968 (РТБ, EP 12)
1. Ја сам цуре љубио

1968 (Седма Сила, F-05008)
1. Кроз шарену баштицу

1968 (Дискос, EDK 5155)
1. Дошло време
2. Где је Росна ливада
3. Кад су гране листале
4. Имам момка ко јаблана

1968 (Дискос, EDK 5185)
1. Иду момци сокаком
2. У мојој башти миришу руже
3. Ако волиш, Воли ме
4. Изнад мога села

1969 Пародије (Југотон, EPY 4168) (милион плоча)
1. Позајмица
2. Јесен стигла, беру винограде
3. Шта ћемо, како ћемо
4. Нијагара

1969 (РТБ, EP 12386)
1. Дођи мени мој Обраде
2. Ја сам цуре љубио
3. За љубав вреди мрети
4. Зелени се мека трава

1969 Пародије (Југотон, EPY 4232)
1. Швабица
2. Бећарац
3. Насред села
4. Стручњака смо јурили

1970 (Југотон, EPY 4302)
1. Врати се, врати драга
2. Лепо нам је момковање
3. Хоће жена да ужива
4. Поранило младо момче

1971 (Дискос, EDK 5385)
1. Ситан камен до камена
2. Удај се лепа Јано
3. Касно пођо 'од града

1971 (Дискос, EDK 5390)
1. Ој, Србијо
2. Радо Србин иде у војнике
3. Прошетала царица Милица
4. Широко је поље зелено

1972 (Дискос, EDK 5402)
1. Помисли некад на мене
2. Волео сам док сам био момак
3. Топ, Топ, Топчина
4. Ој девојко мала

1973
1. Аој, Миле ал си леп
2. Ој, гудало танано
3. Погледај де мала моја
4. Ти си мени суђена

1973 (Југотон, EPY 44540)
1. Поји Миле волове на реци
2. Дошла Дрина
3. Мој Милане
4. Стара бројаница

1973 (Студио Б, SP-73001)
1. Аој цуро ђаволе
2. У ливади под јасеном
3. Не тугуј срце моје
4. Покушавам да те заборавим

1974 (Студио Б, SЕ-74025)
1. Пролеће је
2. Нану лажем
3. Младо момче
4. У ливади попонац

1974 (Југотон, EPY 44594)
1. Жено моја
2. Ој, Овчаре
3. Ја сам дечко родом од Мораве
4. Уцветала липа и топола

1974 (РТБ, SF 13068)
1. Ветра дува, шљиве опадају
2. Играј мала, не стиди се

1975 (Студио Б, SЕ-75110)
1. Шест дана радим
2. Волео сам, док сам момак био

1975
1. Колубарска срма
2. Наномирско коло

1975 (РТБ, SF 13096)
1. Кад погледаш с Рудника планине
2. Две девојке, две лепоте

1978 Аргентина, Аргентина Пародије (Београд Диск, SBK 0434)
1. Југославија- Шпанија
2. Куело-Парлов

1979
1. Сви Држите чаше у руци
2. Лепо нам је момковање
3. Младо момче
4. Мокра Браћа
5. Ој, Јоване Београђанине

1980 (Београд Диск, SBK 0499)
1. Ој, Гудало Танано
2. Ведро небо и по мало плаво

#### Албуми
1974 (РТБ, NK 10137)
1. Невен коло
2. Пред Сенкином кућом
3. Ја сам момче са села
4. Три ливаде
5. Ој, Обраде, Обраде
6. У мојој зеленој башчи
7. Шиљина шетња
8. Кад млади војник
9. Ја сам Јовицу шарала варала
10. Тихо ноћи
11. Уцветала башта мала
12. Ја сам цуре јурио
13. За љубав вреди мрети

1975 Ђидо / Некад били Цицварићи (Студио Б, SP-75506)
Ђидо
- А1 Уродиле жуте крушке
- А2 Где ћес бити, мила Кејо
- А3 Стара Шапчанка - коло
- А4 Ој, Љубо, Љубо
- А5 Синџирићи звече
- А6 Милић иде странчицом

Некад Били Цицварићи
- Б1 Прошетали шабачки трговци
- Б2 Анђелина бела Гркина
- Б3 Ој лозничанко, моја мила дико
- Б4 Од Вардари до Вардари
- Б5 Цицварића кокоњеште
- Б6 Поранио Јованчићу
- Б7 Стара Мачванка - коло

1979 Еј, Миле, Миле (Београд Диск, LPD 0012)
1. Сватовска песма
2. Ведро небо и по мало плаво
3. Месечина дивно сја
4. Уцветала липа и топола
5. Кроз шарену баштицу
6. Погледај де, мала моја
7. Марамица свиленица
8. Чујеш, Секо
9. Зелен орај па се посавио
10. Ој, гудало танано
11. Ветра дува, шљиве опадају
12. Играј, мала, на цолове
13. Еј, Миле, Миле

1981 Браћа Бајић са Ансамблом Аце Крњевца - Имам Мали Цветак (Београд Диск, LPD 0031)
1. Еј, пријо како ћемо
2. Ој, Цвето, Цвето
3. Имам мали цветак
4. Ој, Филипе брзи ветре
5. Суво сено кошено
6. Долином се шетала
7. Рујна зора не свиће
8. Иде Миле Лајковачком пругом
9. Седи Чича уз чичу
10. Писмо пише девојачка рука
11. Чувам овце у доње стрњике
12. Дуни ветре мало са Неретве

1987 (РТБ, 2115328)
1. Изгореће Срце моје
2. Не могу те другом дати
3. Оде Цана преко океана
4. Добар и луд, то су браћа
5. Сеоска љубав
6. Мико, буди фер
7. Радо ливадо
8. Њива ми је неорана
9. Чуј мангупе, не дирај ми дете
10. Колубарски вез

1990 Она Песма (Југовидео, КД 18056)
1. Европска демократска песма
2. Буди добар војник сине
3. Буковице покрај Книна града
4. Шта ћемо, Како ћемо
5. Исти, исти, исти...
6. Ветар дува на западној страни
7. Говори се дуже време
8. Како то, зашто то

______ Све бехара и све цвета (Нина трејд)
1. Све бехара и све цвета
2. Врати се још једном
3. Војничка песма
4. Шта је с тобом Радоване
5. Иде Миле Лајковачком пругом
6. Свиће зора и пјевају пјевци
7. Богаташи из новије гарде
8. Бећарац
9. Швабица - пародија
10. Воденичарка

2003 Српске славске песме
За своје породичне славе Срби су смишљали свечане песме посвећене слављеним свецима, онда су те песме певали на својим славама, уз њих дочекивали госте, рођаке и пријатеље, веселили себи. Записе текстова и нотне записе из ризница српских манастира, годинама су прикупљала Браћа Бајић, да би најлепше снимили на овом албуму ... (Крстовдан, Аранђеловдан, Јовањдан, Васкрс, Свети Трифун, Стевањдан, Света Петка, Митровдан, Божић, Ђурђевдан, Никољдан, Велика Госпојина)...
2004
1. Таква је Србија
2. Анђелија
3. Ој Србијо мала Америко
4. Зелени се зоро
5. Прва љубав заборава нема
6. Коло весело
7. Шумадијо моја дедовино
8. Ружо моја

2006 Уживо - уз Ансамбл Велимира Живковића (Реноме)
1. Аој Миле ал си леп
2. Ја сам момче са села
3. Еј чија фрула
4. Прва љубав заборава нема
5. Данијела
6. Дунаве, Дунаве
7. Прође лето тридесето
8. Ој ливадо росна траво
9. Ја сам дечко родом од Мораве
10. Бањалуко
11. Стара кућа а прозори мали
12. Шта је с тобом Радоване
13. Која гора Иво
14. Копа цура виноград
15. Јечам жела Косовка девојка
16. Погледај де мала моја, берем грожђе, бирам тамњанику
17. Играј мала на цолове
18. Вила бана
19. Рекла нана да ми даш

## Фестивали
- 1966. Београдски сабор - Колубарски вез (уз Ансамбл Радојке и Тинета Живковића) / Погледај де, мала моја
- 1967. Илиџа - Ој Мораво, реко најмилија (алтернативни дует Боса Овука и Раде Богићевић)
- 1967. Илиџа - Предрагово коло (уз Ансамбл браће Петковић), трећа награда стручног жирија
- 1975. Хит парада - Кад погледам с Рудника планине
- 1976. Београдски сабор - Зри пшеница
- 1991. Посело године 202 - Марширала Краља Петра гарда / У бој (са Владимиром Савчићем Чобијем, Радетом Вучковићем и Зораном Калезићем)
- 2020. Сабор народне музике Србије, Београд - Андрија Бајић је био гост пете такмичарске вечери фестивала и добитник Награде националног естрадно - музичког уметника Србије (Награда је постхумно додељена и Томиславу Томи Бајићу)